# NGC 1971
NGC 1971 ist die Bezeichnung eines offenen Sternhaufens im Sternbild Dorado. Das Objekt wurde am 23. Dezember 1834 von John Herschel entdeckt.